# Ekkehard Brandhoff
Ekkehard Brandhoff (* 1957 in Plettenberg) ist ein deutscher Schauspieler, Drehbuchautor, Moderator und Heilpraktiker.

## Leben
Brandhoff studierte nach dem Abitur zunächst Sport und Germanistik in Freiburg, später nahm er ein Medizinstudium in München auf, welches er auch abschloss. Anschließend machte er zusätzlich eine Ausbildung zum Fachredakteur Medizin und als Wissenschaftsjournalist.
Brandhoff moderierte im Nachmittagsprogramm des ZDF die Gerichtssendung Streit um drei. Außerdem war er als Schauspieler im Jahr 2003 in einer Folge der Vorabendserie Marienhof zu sehen. Er schrieb auch Drehbücher für fünf Folgen der Vorabendserie Verbotene Liebe.
Brandhoff ist mittlerweile in München als Heilpraktiker tätig.